# Pred da se razdeni
A Pred da se razdeni (magyarul: Napkelte előtt) egy dal, amely Macedóniát képviselte a 2013-as Eurovíziós Dalfesztiválon. A dalt a macedón Esma Redžepova és Vlatko Lozanoski adta elő macedón és cigány nyelven.
Az előadókat a macedón köztelevízió választotta ki az ország képviseletére. Eredetileg az Imperija című dallal indultak volna a versenyen, de azt a 2013. március 8-i dalbemutató után számos kritika érte, így lecserélték. Végleges dalukat, a Pred da se razdeni-t 2013. március 16-án mutatták be.
Az Eurovíziós Dalfesztiválon a dalt a május 16-án rendezett második elődöntőben adták elő, a fellépési sorrendben harmadikként, a san marinoi Valentina Monetta Crisalide (Vola) című dala után és az azeri Farid Mammadov Hold Me című dala előtt. Az elődöntőben 28 ponttal a tizenhatodik, utolsó előtti helyen végzett, így nem jutott tovább a döntőbe.

## Külső hivatkozások
- Dalszöveg
- A dal előadása a dalbemutatón
- A dal előadása a 2013-as Eurovíziós Dalfesztivál második elődöntőjében